# 想念雨生
《想念雨生》是在張雨生逝世一年後，由豐華唱片集合許多歌手一起翻唱張雨生的歌，希望藉此懷念張雨生的一張紀念專輯。

## 曲目

### CD1 12位朋友唱雨生的歌
1. 小寶的練習曲(Edit-小K O.S.-張小燕)
2. 不想失去你(曾寶儀)
3. 我期待(張雨生+陶晶瑩)
4. 愛從不輕易的來(童孔+黃磊+林志穎)
5. 現在這樣(蘇芮)
6. 這一夜我睡不著(黃子佼)
7. 我是多麼想你(11位雨生的朋友合唱)
8. 這一年這一夜(黃舒駿)
9. 帶我去月球(阿妹妹)
10. 湖心草深長(陶晶瑩)
11. 動物的悲歌(卜學亮)
12. 後知後覺(張惠妹)

### CD2 10首雨生唱的歌
1. 我是一棵秋天的樹
2. 心底的中國
3. 大海
4. 再見女郎
5. 最愛的人傷我最深
6. 河
7. 沈默之沙
8. 後窗
9. 玫瑰的名字
10. 我期待